# Arthromeris intermedia
Arthromeris intermedia är en stensöteväxtart som beskrevs av Ren-Chang Ching. Arthromeris intermedia ingår i släktet Arthromeris och familjen Polypodiaceae. Inga underarter finns listade.